# Château du Petit Luçay
Le château du Petit Luçay est un château situé à Agonges (France).

## Localisation
Le château est situé sur la commune d'Agonges, dans le département de l'Allier, en région Auvergne-Rhône-Alpes, à l'extrême ouest du territoire communal, tout près de la limite avec la commune de Bourbon-l'Archambault.

## Historique
En 1382, le chevalier Pierre de Giac, seigneur de Jozerand, près de Combronde, reconnaît le tenir en fief. En 1503, Charles Percheron en est le propriétaire et il fait aveu à la duchesse de Bourbon de sa maison et manoir de Lussay. En 1779, la propriété revint dans l’héritage des seigneurs de La Pommeraie.